# Кавітаційна стійкість
Кавітаці́йна сті́йкість (рос. кавитационная стойкость; англ. cavitation stability; нім. Kavitationstabilität, Kavitationswiderstandsfähigkeit f) — властивість матеріалу, що контактує з потоком рідини, протистояти руйнуванню під дією гідравлічних мікроударів у результаті кавітації внаслідок зміни гідродинамічних умов у потоці. Мірою кавітаційної стійкості є втрата маси або об'єму матеріалу за одиницю часу.